# بقین
بقین (به عربی: بقین) یک روستا در سوریه است که در استان ریف دمشق واقع شده‌است. بقین ۱٬۸۶۶ نفر جمعیت دارد.